# Daniel Xuereb
Daniel Xuereb (22 de juny de 1959) és un exfutbolista francès. Va formar part de l'equip francès a la Copa del Món de 1986.